# Michelle Cliff
Michelle Carla Cliff (2 tháng 11 năm 1946 – 12 tháng 6 năm 2016) là một tác giả người Mỹ gốc Jamaica có các tác phẩm đáng chú ý bao gồm Abeng (tiểu thuyết) (1985), Không điện thoại lên thiên đường (1987) và Doanh nghiệp tự do (2004).
Ngoài tiểu thuyết, Cliff còn viết truyện ngắn, thơ văn xuôi và tác phẩm phê bình văn học. Các tác phẩm của cô khám phá các vấn đề bản sắc phức tạp khác nhau xuất phát từ kinh nghiệm của chủ nghĩa hậu thực dân, cũng như khó khăn trong việc thiết lập một bản sắc cá nhân đích thực khi đối mặt với chủng tộc và các cấu trúc giới. Một nhà chỉnh lý lịch sử, nhiều tác phẩm của Cliff tìm cách thúc đẩy một cái nhìn khác về lịch sử chống lại các câu chuyện chính thống đã được thiết lập.

## Tiểu sử
Cliff được sinh ra ở Kingston, Jamaica, vào năm 1946 và cùng gia đình chuyển đến Thành phố New York ba năm sau đó. Cô quay trở lại Jamaica vào năm 1956 và theo học trường nữ sinh St. Andrew, nơi cô giữ một cuốn nhật ký và bắt đầu viết, trước khi trở lại thành phố New York vào năm 1960. Cô được đào tạo tại Wagner College và Học viện Warburg tại Đại học London. Cô đã giữ vị trí học tập tại một số trường đại học bao gồm Trinity College và Emory University.
Cliff là một người đóng góp cho tuyển tập nữ quyền Đen 1983 Home Girls.
Từ năm 1999, Cliff sống ở Santa Cruz, California, với đối tác của mình, nhà thơ người Mỹ Adrienne Rich. Hai người đã là đối tác từ năm 1976; Giàu chết năm 2012.
Cliff qua đời vì suy gan vào ngày 12 tháng 6 năm 2016.

## Công trình

### Viễn tưởng
- 2010: Vào nội thất. Cuốn tiểu thuyết. Nhà in Đại học Minnesota
- 2009: Mọi thứ là bây giờ: Câu chuyện mới và Sưu tầm. Truyện ngắn. Nhà xuất bản Đại học Minnesota
- 2004: Doanh nghiệp miễn phí: Một cuốn tiểu thuyết của Mary Ellen Pleasant. Tiểu thuyết, Nhà xuất bản Ánh sáng thành phố
- 1998: Cửa hàng của một triệu mặt hàng (New York: Công ty Houghton Mifflin). Truyện ngắn
- 1993: Doanh nghiệp tự do: Một cuốn tiểu thuyết của Mary Ellen Pleasant (New York: Dutton). cuốn tiểu thuyết
- 1990: Vùng nước (New York: Dutton). Truyện ngắn
- 1987: Không có điện thoại lên thiên đường (New York: Dutton). Tiểu thuyết (phần tiếp theo của Abeng)
- 1985: Abeng (New York: Chim cánh cụt). cuốn tiểu thuyết

### Thơ văn xuôi
- 1985: Vùng đất nhìn phía sau và yêu sách (Sách Firebrand).
- 1980: Yêu cầu một danh tính mà họ bắt tôi coi thường (Báo chí Persephone).

### Biên tập viên
- 1982: Lillian Smith, Người chiến thắng đặt tên cho thời đại: Bộ sưu tập các tác phẩm (New York: Norton).

### Khác
- 2008: Nếu tôi có thể viết điều này trong lửa. Bộ sưu tập phi hư cấu. Nhà in Đại học Minnesota
- 1982: "Nếu tôi có thể viết điều này trong lửa, tôi sẽ viết điều này trong lửa", trong Barbara Smith, chủ biên, Home Girls: A Blackistist Anthology (New York: Kitchen Table: Women of Color Press).
- 1994: "Lịch sử như hư cấu, hư cấu như lịch sử", Ploughhares, Fall 1994; 20 (2-3): 196-202.
- 1990: "Đối tượng thành chủ đề: Một số suy nghĩ về công việc của các nghệ sĩ phụ nữ da đen", trong tác phẩm của Gloria Anzaldúa, biên tập, Làm mặt, tạo linh hồn / Haciendo Caras: Quan điểm sáng tạo và phê phán của phụ nữ da màu (San Francisco: Dì Lute), Trang.   271 khó290.

## Nữ quyền
Năm 1981, Cliff trở thành cộng tác viên của Viện Phụ nữ vì Tự do Báo chí.